# Spilosoma menthastri
Spilosoma menthastri är en fjärilsart som beskrevs av Eugen Johann Christoph Esper 1786. Spilosoma menthastri ingår i släktet Spilosoma och familjen björnspinnare. Inga underarter finns listade i Catalogue of Life.